# Ján Kocian
Ján Kocian (Zlaté Moravce, 13 maart 1958) is een voormalig profvoetballer uit Slowakije, die na zijn actieve loopbaan aan de slag ging als voetbalcoach. Hij speelde als verdediger in Tsjechoslowakije en Duitsland gedurende zijn carrière. In 1993 beëindigde hij zijn actieve loopbaan.

## Interlandcarrière
Kocian kwam in totaal 26 keer (nul doelpunten) uit voor het Tsjecho-Slowaaks voetbalelftal in de periode 1984-1992. Hij maakte zijn debuut op 5 september 1984 in de vriendschappelijke wedstrijd in Athene tegen Griekenland, die met 1-0 werd gewonnen dankzij een doelpunt van Jan Berger.
Kocian maakte deel uit van de Tsjechoslowaakse ploeg die de kwartfinales bereikte bij het WK voetbal 1990 in Italië. In hetzelfde jaar werd hij uitgeroepen tot Tsjechisch Voetballer van het Jaar. Daarmee werd hij de eerste winnaar die op dat moment bij een buitenlandse club speelde, in dit geval FC St. Pauli uit Duitsland.

## Trainerscarrière
Na zijn actieve carrière trad hij toe tot de begeleidingsstaf van het net onafhankelijk geworden Slowakije als assistent van bondscoach Jozef Vengloš. Vanaf 2 november 2006 had Kocian zelf de Slowaakse nationale A-ploeg onder zijn hoede, als opvolger van Dušan Galis. Van de zeventien duels onder zijn leiding won Slowakije er slechts drie, tegenover vijf gelijke spelen en negen nederlagen. Kocian werd na de mislukte EK-campagne op 1 juli 2008 opgevolgd door Vladimír Weiss, die de nationale selectie vervolgens naar de eindronde van het WK voetbal 2010 wist te loodsen. Kocian vervolgde zijn loopbaan als assistent van hoofdcoach Karel Brückner bij de nationale ploeg van Oostenrijk. Na vervolgens twee jaar in China door te hebben gebracht, is hij sinds 2013 hoofdcoach bij het Poolse Ruch Chorzów.

## Erelijst
FK Dukla Banská Bystrica
- Slowaaks bekerwinnaar

1981
 FC St. Pauli
- Tsjecho-Slowaaks voetballer van het jaar

1990